# Hervay Gizella
Hervay Gizella (Makó, 1934. október 10. – Budapest, 1982. július 2.) erdélyi költő, író és műfordító. Szilágyi Domokos első felesége. Hervay István (1861–1938) Makó díszpolgárának unokája volt.

## Életpályája
Szülei Hervay Tamás (1900–1973) és Sipos Lily Julianna (1914–?) voltak. Sokgyermekes szegény családból származott, a tanulás lehetőségéért keményen meg kellett dolgoznia. A középiskolát Zilahon végezte (1952), főiskolai tanulmányait a Szentgyörgyi István Színművészeti Főiskolán kezdte (1952–1953), majd a Bolyai Tudományegyetemen magyar nyelv és irodalom szakos diákként államvizsgázott (1956). Akkoriban ismerte meg a szintén költői pályája elején álló, ugyancsak bölcsész Szilágyi Domokost, s ez egész életére, költészetére döntő hatással volt. 1956–57-ben a Napsugár, 1957–1959 között az Ifjúmunkás szerkesztője, 1959–1961 között a bukaresti magyar líceum tanára. 1964–1966 között a Művelődés belső munkatársa, egy ideig az Ifjúsági Könyvkiadó szerkesztőségében talál munkát. Életük bukaresti éveinek nehéz anyagi körülményein 1968–1971 között ismét az Ifjúmunkás szerkesztőségében kapott állás enyhített. Székely János és Hervay Gizella felfedezettje volt Simonfi József költő, akinek első versei az Igaz Szóban, majd az Ifjúmunkásban szerepeltek.

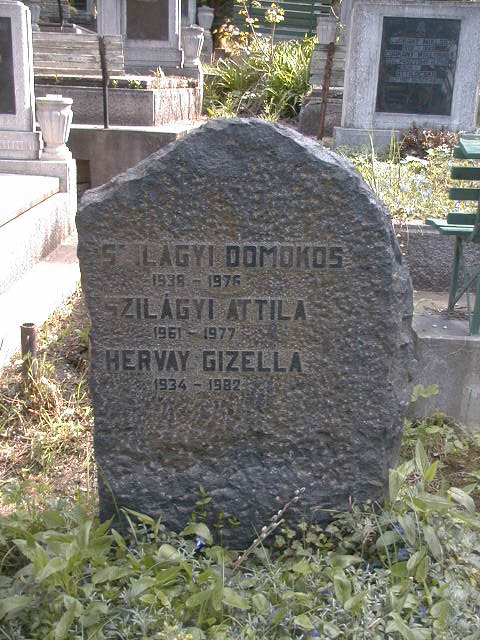
Szilágyi Domokos, Hervay Gizella és Szilágyi Attila sírja Kolozsvárott, a Házsongárdi temetőben

Magánéletének nehézségein, az újra és újra legyőzni próbált magányon nem segített költői eredményeinek egyre egyértelműbb elismerése (1973-ban írószövetségi és KISZ-díjat kapott). Házassága Szilágyi Domokossal végképp megromlott, szétváltak útjaik. Magányérzése 1976-os Budapestre távozásával csak fokozódott, a súlyos családi veszteségek – Szilágyi Domokos öngyilkossága, majd közös fiuk, Attila (Kobak) halála a bukaresti földrengéskor 1977 márciusában – idegeit végképp megrongálták, nem tudott segíteni rajta a leggondosabb orvosi kezelés sem. Többszöri kísérlet után saját kezével vetett véget életének.

## Munkássága
A Forrás első nemzedékével lépett színre. Virág a végtelenben című verseskötete (1963) költői érzékenységgel fordul a nők sorsa felé, a kint és bent egyaránt újjáépülő világot akarja megragadni. Ekkor még egyformán foglalkoztatja a szocialista építés, a munkatelepek, a falu, a város, az új lakótelepek világa és saját érzelmi teljesedése, a boldog, erőt adó szerelem. Költővé azonban a Reggeltől halálig (1966), majd a Tőmondatok (1968) verseiben érik. Kispolgár-album című korai versciklusában még csak a „korszerűtlen alázat” ellen lázad, a nagyanyák sorsát utasítja el magától, a Tőmondatokban már magára az emberi létre kérdez rá, ennek távlatában gondolja újra a költő a költészet feladatát, a költői beszédet tőmondatokra bontva le, mert azt vallja: „az irodalom nem irodalom”. Az élet védelmét várja a lírától, vagyis önmagától is („Ember vagy. Egyedül. Élsz. Védd magad!”). A József Attila-i élményt nem költői hatásként, hanem saját élete véres valóságaként éli át. Ha a Virág a végtelenben a bizonyosság könyve volt, a rákövetkezők a felébredt és részben megválaszolt kételyt kiáltották világgá. A külső díszítőelemek verseiben most már fölöslegessé válnak, valóban a tőmondatok puritánságával, keménységével szól, a képalkotástól a gondolatépítés felé halad. Nyilvánvaló hatással van rá Szilágyi Domokos költészete is. Így 1973-as kötetének címadó verse, az Űrlap például rokonságot őriz olyan Szilágyi-ars poeticákkal, mint a Számvetés és a Hétmérföldes csizma, ugyanakkor válasznak tekinthető. Formailag azonosul és el is különül Szilágyi költői beszédétől, épp a tőmondatok jegyében. 
A külső világ megértésének további akarásával, ám mégis a belső űr növekedésével jut el olyan lírai csúcsokra, ahonnan ijesztő mélységek nyílnak. „Kitaszítva önmagunkból” lehet csak odáig jutni, ahol a Zuhanások című oratórium (1977) születik. Tulajdonképpen ez az érzelmi regényként olvasható vers is válasz Szilágyi Domokosnak; A láz enciklopédiája alapmotívuma ismerhető fel benne („még egy emelet magány”), de önálló nagy lírai mű, sok száz jajkiáltás és gondolati felismerés szabálytalan foglalata; „a szerelem szakadékaiban” reménytelenül vergődő nő keresi benne kétségbeesetten az utat a Társ felé, miközben tudja a végső ítéletet: „Rács kettőnk között.” S a rászakadó kettős halál azt bizonyítja, hogy ez a kétségbeesés tovább fokozható, a sorsnak való kiszolgáltatottság nem ismer határt. Volt férje, költőtársa és a fiában folytatódó élet megszakadása a legsötétebb tónusú lírához vezeti el, olyan csúcsokhoz-mélységekhez, amelyek Vörösmarty, Vajda, Ady, Juhász Gyula rokonává teszik. Az egyéni fájdalom a Száműzött szivárvány (1980) verseiben s a későbbiekben közösségi méreteket ölt, sőt kozmikussá válik.
Életművének lényeges részét alkotja a Kobak könyve. Nem egyszerű meséskönyv ez, hanem egyidejűleg irodalmi-pszichológiai kísérlet, amennyiben egy kisfiú, Kobak mesél bennük, a szerző csak lejegyzi, esetleg röviden kommentálja az elmondottakat. Formailag is a gyermeki látás-, gondolkodás- és beszédmódot követi, a felnőtteket megdöbbentő kérdéseket tesz fel. Kobak jellegzetesen mai gyermek, aki régi típusú meséi mellett (amelyek a tárgyak megszemélyesítésében, a társra vágyásban fejeződnek ki), a gyermeki jóság, tisztaság-naivság történetei mellett rákérdez a technikai világra (autó, traktor, robotgép), de ennél is jellemzőbbek lelki megnyilvánulásai, a felnőttek pszichózisát tükröző magatartásjelek. Az 1966-ban megjelent kötetet 1968-ban követte Kobak második könyve, 1973-ban pedig a Kobak könyve címmel s a gyimesközéploki általános iskola tanulóinak gyermekrajzaival készült gyűjteményes kiadás.
Román versfordításai közül a legjelentősebb Ana Blandiana lírájának tolmácsolása, a Homokóra című kötet (1971). Riportjai, könyvrecenziói főleg az Ifjúmunkásban jelentek meg. Románul a Tineri poeți maghiari din România című antológiában (1979) 11 verse található Tudor Balteș fordításában.
Szlovákul Ľubomír Navrátil fordításában jelent meg tőle a Száműzött szivárvány (1980) verseskötet Dúha vo vyhnanstve címmel (Pozsony, AB-ART, 1999).

## Díjai
- A Román Írószövetség Díja (1973)
- Magyar Művészetért díj (posztumusz) (1993)

## Kötetei
- 1963 – Virág a végtelenben (versek)
- 1966 – Reggeltől halálig (versek)
- 1966 – Kobak könyve (mesék)
- 1968 – Kobak második könyve (mesék)
- 1968 – Tőmondatok
- A félszemű küklopsz meséje; Homérosz Odüsszeiája nyomán; Ifjúsági, Bukarest, 1968 (Mesetarisznya)
- 1973 – Kobak könyve (gyűjteményes kiadás)
- 1973 – Űrlap (versek)
- 1978 – Zuhanások (oratórium három hangra)
- 1978 – A mondat folytatása (válogatott versek)
- 1978 – Kettészelt madár. Requiem (versek)
- 1980 – Száműzött szivárvány
- Hervay Gizella, 1934–1982; szerk. Bakacsi Gyula, B. Kiss Tamás; MKKE, Budapest, 1982 (Szakkollégiumi füzetek)
- 1983 – Lódenkabát Keleteurópa szegén (versek)
- 1983 – Életfa (gyermekversek)
- Amprente. Versuri; románra ford. Anamaria Pop, előszó Ana Blandiana; Kriterion, Bukarest, 1988 (Biblioteca Kriterion)
- Dúha vo vyhnanstve; szlovákra ford. Ľubomír Navrátil; AB-art, Bratislava, 1999
- 1999 – Az idő körei (összegyűjtött versek)
- Az idő körei. Összegyűjtött versek; szöveggond., tan. Balázs Imre József; 2. jav. kiad.; Kriterion, Kolozsvár, 2010 (Romániai magyar írók)

## Műfordításai
- L. Mileva: Városon át vonatozunk (gyermekversek) Bukarest, 1964
- Demostene Botez: Építünk (versek) Bukarest, 1965
- Demostene Botez: Tücsök-mese (versek) Bukarest, 1966
- Ana Blandiana: Homokóra (versek) Bukarest, 1971